# Eophrixus enchophilus
Eophrixus enchophilus är en kräftdjursart som beskrevs av Caroli 1930. Eophrixus enchophilus ingår i släktet Eophrixus och familjen Bopyridae. Inga underarter finns listade i Catalogue of Life.